# Deep Fear
Deep Fear es un videojuego de terror y supervivencia, desarrollado y publicado por Sega para la consola Sega Saturn en 1998. La historia transcurre en una base submarina donde la mayoría de la tripulación ha sido transformada en mutantes por culpa de un virus parasitario. El protagonista John Mayor, miembro del servicio de búsqueda y rescate, tiene que escapar de la instalación en la que ha quedado atrapado y enfrentarse a los monstruos que irrumpen en la nave.
El sistema se centra en la exploración de los escenarios, la resolución de acertijos y el combate. Se trata de un juego en tercera persona con fondos prerrenderizados que está inspirado en otros títulos de la época como Resident Evil, e incluye novedades como el daño por entorno y la atención a los niveles de oxígeno en la base submarina.
Deep Fear es uno de los últimos títulos exclusivos del catálogo de Sega Saturn; salió a la venta en Japón y Europa en el segundo semestre de 1998, y no fue publicado en América del Norte. Entre los aspectos mejor valorados por la prensa cabe destacar la ambientación de terror en un entorno submarino, el sistema de juego y la banda sonora, compuesta por Kenji Kawai. También hubo críticas a la baja rejugabilidad y al doblaje.

## Sistema de juego
Deep Fear es un videojuego de terror y supervivencia en tercera persona. A lo largo del juego hay que explorar el entorno, enfrentarse a monstruos u otras criaturas paranormales, y resolver pistas para poder avanzar en la trama. Los personajes están diseñados con gráficos tridimensionales y se desplazan sobre escenarios prerrenderizados que aparecen en pantalla con tiros de cámara fija. El juego es compatible tanto con cruceta direccional como con el periférico analógico 3D Control Pad.
En la parte superior de la pantalla aparecen dos gráficos que miden tanto el nivel de aire como el estado de salud del jugador; la esquina derecha refleja el porcentaje de oxígeno en la estancia, y en la parte inferior aparece la munición disponible. Una característica importante es que la salud se resiente tanto por los ataques de los enemigos como por las condiciones del escenario, con salas que presentan bajos niveles de oxígeno, inundaciones o gases venenosos. La partida concluye cuando el jugador ha perdido toda su salud.
El personaje debe equiparse con armas de fuego que tienen munición limitada y se encuentran a lo largo del escenario; puede moverse mientras dispara, y hay una opción para apuntar automáticamente a los enemigos. No obstante, hay que tener en cuenta que algunas armas pueden reducir los niveles de aire en la estancia. Para recargar el oxígeno se pueden utilizar mascarillas, granadas, tanques de aire o reguladores que funcionan como puntos para guardar la partida. El jugador puede acceder en cualquier momento al inventario.

## Argumento
La historia comienza con el hallazgo de una cápsula espacial en el Océano Pacífico, transportada por la Armada de los Estados Unidos a una instalación submarina conocida como Big Table. El protagonista John Mayor, miembro del servicio de búsqueda y rescate, forma parte del equipo que se ha dirigido a las profundidades para transportarlo. Después de que el buque de la marina que debía traerles de vuelta haya sufrido un extraño accidente al chocar contra la estación, el comandante Clancy Dawkins ordena a Mayor que rescate a la científica Gena Weisburg, quien está a cargo de un chimpancé experimental hallado en la nave.
Conforme avanza el juego se descubre que una extraña bacteria, conocida como célula parásita, ha transformado a la tripulación del submarino accidentado en mutantes y se ha extendido a la base. Además, la instalación ha perdido el suministro de aire tras el lanzamiento no autorizado de un torpedo. Mayor deberá abrirse camino en escenarios adversos para enfrentarse a los monstruos, contener el brote de contagios y rescatar posibles supervivientes. No obstante, la mayoría de la tripulación termina siendo asesinada o sufre una transformación mutante. El comandante Dawkins, quien trata de ocultar en todo momento el origen del virus, se ve sobrepasado por los acontecimientos y traiciona al equipo para escapar en solitario, pero finalmente es asesinado por un polizón mutante.
Con la base submarina a punto de ser destruida, Mayor rescata a la doctora Weisburg y al chimpancé para tratar de huir en la cápsula espacial. Sin embargo, el protagonista acaba descubriendo que el origen del virus se encuentra en el chimpancé, con el que se habían hecho experimentos biológicos al ser el portador original de la célula parásita. Aunque Weisburg era consciente de ello, no quiso sacrificarlo porque le tiene apego. En el momento que Mayor pretende matar al simio para evitar un mal mayor, la doctora sufre una metamorfosis y se convierte en un monstruo mutante evolucionado, que hace las veces de jefe final. Tras ser derrotada por Mayor, la parte consciente de Weisburg asume que el virus no debe salir a la superficie y se sacrifica junto al chimpancé para que el protagonista pueda regresar, sano y salvo, en la cápsula espacial.

## Desarrollo

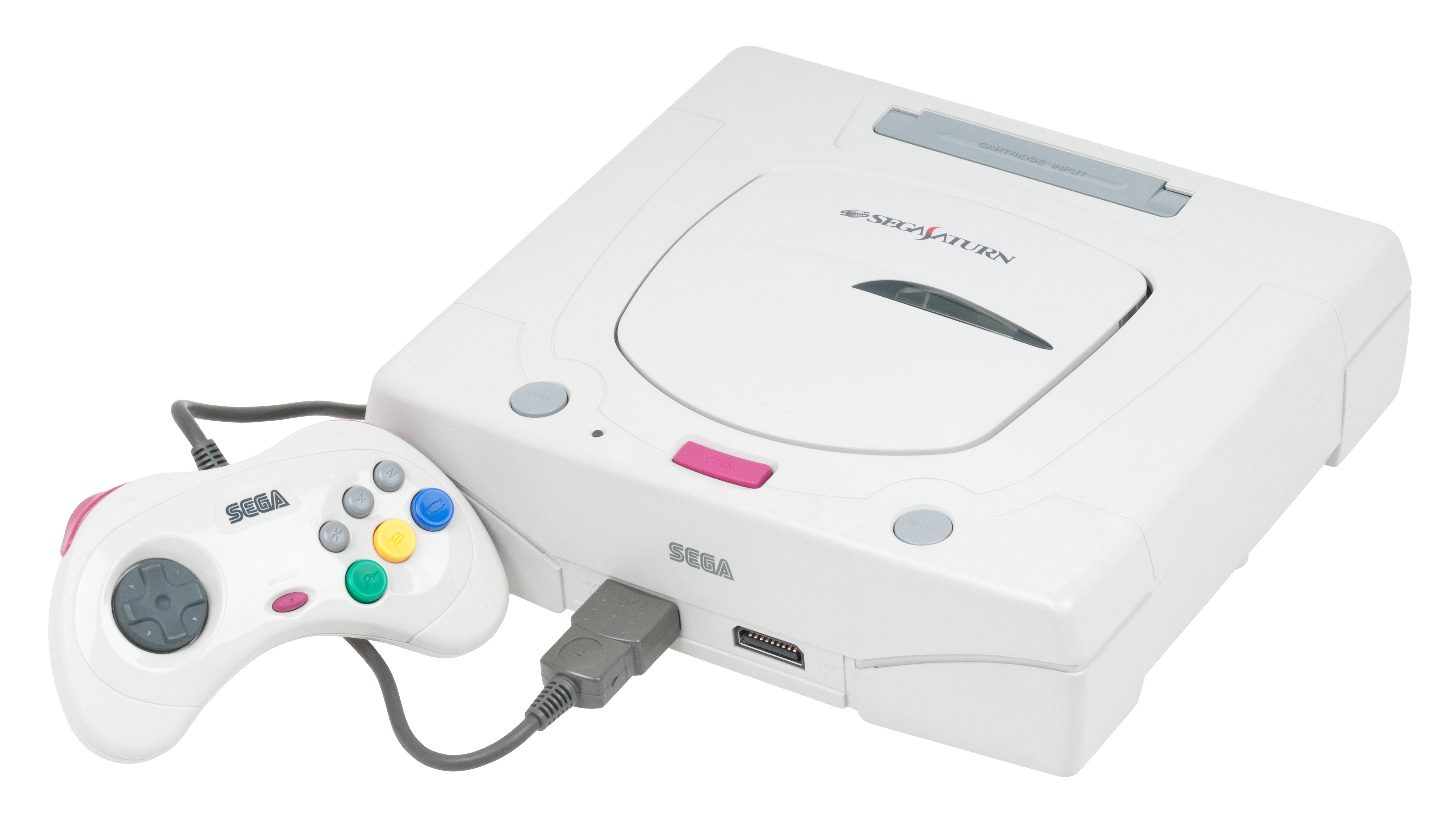
Deep Fear fue uno de los últimos títulos exclusivos del catálogo de Sega Saturn.

Deep Fear fue desarrollado conjuntamente por Sega CS2 y System Sacom, con la colaboración de Highwaystar en el apartado tridimensional y de SIMS en las secuencias cinemáticas. El equipo estaba formado por más de cincuenta desarrolladores con una doble dirección entre Hiroyuki Maruhama y Kunihiro Shirahata, bajo la supervisión del productor ejecutivo Yoji Ishii. Sega impuso como productores a Noriyoshi Ohba —Streets of Rage, Sakura Taisen— y Rieko Kodama —Phantasy Star—, mientras que System Sacom nombró a Koichi Sato.
Los responsables querían un videojuego de terror y supervivencia exclusivo para Sega Saturn, con una mecánica de juego similar a la de Resident Evil, uno de los mayores éxitos de la industria en la quinta generación de consolas. Para ello se optó por darle una ambientación occidental, inspirada en una base militar, que generase momentos de tensión adaptados al entorno submarino, tales como la falta de oxígeno, la imposibilidad de escapar y la propagación incontrolada de un virus desconocido. El guion está inspirado en The Thing de John Carpenter, donde los protagonistas se ven sorprendidos por una forma de vida extraterrestre parasitaria.
El diseño de los monstruos mutantes fue obra del ilustrador Yasushi Nirasawa, quien tuvo que trabajar sobre los personajes planteados por el equipo de desarrollo. En el juego hizo que las mutaciones se desarrollasen en tres fases para reflejar la evolución de los enemigos. Parte de su trabajo en Deep Fear ha quedado recogido en el artbook «Niragram». Por otra parte, el guion fue escrito por Yuzo Sugano.

### Sonido
La banda sonora de Deep Fear corrió a cargo de Kenji Kawai, uno de los compositores más prestigiosos en el género de terror japonés y que previamente había trabajado en otro juego de Saturn, Torico. En la exploración y combate solo se escuchan efectos de sonido, mientras que la música se reserva para las secuencias de video, las fases de jefes y las escenas de huida. El doblaje de las escenas se hizo solo en inglés para reforzar la ambientación occidental: aunque la versión de Japón incluye subtítulos en su idioma, la versión PAL no los incorpora.

### Lanzamiento
Los primeros detalles sobre Deep Fear se desvelaron a comienzos de 1998. En su momento el juego fue promocionado como la respuesta de Sega Saturn al lanzamiento exclusivo de Resident Evil 2 para PlayStation, por lo que contó con anuncios de televisión —protagonizados por Segata Sanshirō— y un acuerdo para publicar la banda sonora original de Kenji Kawai.
En Japón se publicó el 17 de julio de 1998 y fue uno de los últimos títulos exclusivos en la vida útil de Sega Saturn, pues el lanzamiento de Dreamcast había sido anunciado para noviembre del mismo año. Deep Fear fue también el último juego propio de Sega Saturn comercializado en Europa y Reino Unido, el 18 de septiembre del mismo año, y nunca se publicó en Estados Unidos. Si bien la edición japonesa puede encontrarse en tiendas de segunda mano, la versión PAL se ha convertido en un objeto de coleccionismo.

## Recepción

### Comercial
Deep Fear tuvo unas cifras de ventas discretas porque su lanzamiento coincidió con los últimos meses de vida útil de Sega Saturn. En Japón llegaron a venderse más de 80 000 copias en formato físico, según el portal VG Chartz. Fue además el último videojuego publicado para este sistema en Europa, y nunca tuvo un lanzamiento oficial en América del Norte.
En una entrevista de 2018, Rieko Kodama se mostró satisfecha con la acogida del juego entre la comunidad de Sega Saturn, pero lamentó que hubiera pasado desapercibido porque ese sistema ya estaba a punto de ser reemplazado por Dreamcast.

### Crítica
En términos generales, Deep Fear tuvo reseñas positivas de la prensa especializada. La mayoría hizo comparaciones con Resident Evil, cuyo impacto marcó el resto de videojuegos de terror y supervivencia, y pusieron en valor la ambientación de terror, la banda sonora, el daño por entorno con los niveles de oxígeno, y el uso del inventario. Entre las reseñas negativas, la británica Edge le otorgó un 5 sobre 10 al considerar que el buen desarrollo del guion no compensaba los fallos técnicos ni la falta de sutileza. Por su parte, la revista oficial Sega Saturn Magazine le dio un 86 sobre 100 con alabanzas al planteamiento y reproches a la nula rejugabilidad. También ha habido críticas a la baja calidad del doblaje.
En la prensa española, Superjuegos le otorgó un 94 sobre 100 y prestó especial atención a la banda sonora y a la ambientación. Por otro lado, Hobby Consolas le dio un 93 sobre 100. En ambos casos se recordó que no estaba traducido al castellano.